# Joyas de la Corona irlandesa

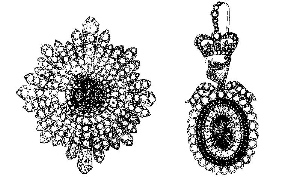
Joyas de la Corona Irlandesa.

Las Joyas de la Corona irlandesa fueron preciadas insignias de la Más Ilustre Orden de San Patricio. Estas joyas eran usadas por el soberano en la sede de los caballeros de la orden, el equivalente Irlandés de la Orden de la Jarretera Inglesa y de la Orden del Cardo Escocesa. Su robo del Castillo de Dublín en 1907 permanece sin resolver.

## Lectura Adicional
- Tim Coates (editor), El Ladrón de las Joyas de la Corona Irlandesa (Tim Coates, 2003) ISBN 1-84381-007-7.